# Nationaal-anarchisme
Het nationaal-anarchisme, soms ook aangeduid als anarcho-nationalisme is een syncretische politieke stroming die twee elkaar schijnbaar onverzoenlijke ideologieën, namelijk nationalisme en anarchisme met elkaar te verbinden. Het nationaal-anarchisme wordt meestal gezien als een vorm van fascisme of rechtsextremisme omdat wezenlijk onderdeel van het nationaal-anarchisme de vorming van autonome gemeenschappen op basis van rassenscheiding.

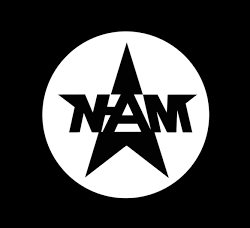
Vlag van de National Anarchist Movement (NAM, vert. Nationaal-Anarchistische Beweging)

De term nationaal-anarchisme gaat terug op de Duitser Karl Franke, een aanhanger van de zogenaamde "Conservatieve Revolutie", om zijn politieke positionering aan te geven. Zijn landgenoot, Ernst Jünger, heeft het begrip gepopulariseerd en er verder inhoud aan gegeven.. De Brit Troy Southgate, afkomstig uit extreem-rechtse kring, pakte de term in de jaren '90 van de vorige eeuw op en heeft het begrip deels voorzien van een nieuwe inhoud. Feitelijk is het door Southgate bepleitte nationaal-anarchisme een potpourri aan vooral rechtse denkbeelden zoals de conservatieve revolutie, ruraal denken, raciale differentiatie, Nouvelle Droite en de Derde positie. Nieuw hier aan toegevoegd zijn 1. Decentralisatie: kleine door een bepaalde cultuur, ras of godsdienst verbonden gemeenschappen die op niet-hiërarchische of op vrijwillig aangegane hiërarchische basis met elkaar samenleven, bij voorkeur in een plattelandssetting. Zo'n gemeenschap geldt dan als een natie gebaseerd op identiteit; 2. Distributisme of mutualisme: binnen de gemeenschappen worden de distributiemiddelen zo eerlijk mogelijk verdeeld. Ook kunnen er gemeenschappelijk beheerde productiemiddelen bestaan binnen een gemeenschap. Bij voorkeur bestaat een gemeenschap uit boeren, arbeiders en kleine ondernemers. Er is geen sprake van communisme omdat privébezit wordt geëerbiedigd, hoewel de term in oneigenlijke zin soms wel wordt gebruikt en men wel een beroep doet op anarcho-communistische denkers als Pjotr Kropotkin; 3. raciaal seperatisme: omdat mensen van verschillende huidskleuren er volgens het nationaal-anarchisme afkomstig zijn uit verschillende culturen kunnen ze zich beter gescheiden van elkaar ontwikkelen. Multiculturalisme wordt door Southgate omschreven als een "nachtmerrie."
Southgate, een Engelsman en een anti-imperialist is sterk anti-Amerikaans. Toch krijgt het nationaal-anarchisme ook voet aan wal in de Verenigde Staten van Amerika. Keith Preston, een post-linkse anarchist en sympathisant van het nationaal-anarchisme wijst op de overeenkomsten tussen rechtse libertariërs, Old Right en Jeffersoniaanse democratie en het probleem dat rechts in de Verenigde Staten überhaupt heeft met staatsmacht en ziet hierin een basis om een Amerikaanse variant van het nationaal-anarchisme te ontwikkelen.
De Nederlander Tim Mudde vertegenwoordigde het nationaal-anarchisme in Nederland.
Over het algemeen staan nationaal-anarchisten afwijzend tegenover de Staat Israël en steunen zij de Palestijnen. Southgate en Preston zijn notoire antisemieten. De Israëlische schrijver Obadiah Shoher ziet echter overeenkomsten tussen nationaal-anarchistische gemeenschappen en de Israëlische nederzettingen op de Westelijke Jordaanoever. Zij voldoen volgens hem aan de staatloze nationale entiteiten waren een eigen cultuur wordt gekoesterd zoals die worden voorgestaan door de nationaal-anarchistische beweging. Shoher, die er een variant van het nationaal-anarchisme op na houdt, wil op deze manier voornamelijk de nederzettingen rechtvaardigen.

Ster gebruikt door het nationaal-anarchisme; de ster is ontleend van het anarcho-syndicalisme of anarcho-communisme, het Keltische kruis wordt in extreem-rechtse kringen als symbool voor 'white power' (wit nationalisme) gebruikt.

Over het algemeen wordt het nationaal-anarchisme door de bredere anarchistische beweging afgedaan als een contradictio in terminis. Zij stellen dat staatsgrenzen - en daarmee nationalisme - een product zijn van (economische) machtsconcentratie. Nationalisme is in die zin volgens de meeste anarchisten een instrument om die macht en economische ongelijkheid te versluieren. Hierom zijn de meeste anarchisten juist internationalisten, zij menen dat het internationale kapitalisme ook enkel op internationaal vlak overwonnen kan worden en dat 'nationale revoluties' uiteindelijk gedoemd zijn te mislukken. Reguliere nationalisten zien over het algemeen juist een grote taak weggelegd voor de staat als hoeder van de natie, en niets in de staatsloosheid die door de nationaal-anarchisten wordt voorgestaan. Een kleine groep rechtse minarchisten staat wel open voor het nationaal-anarchisme.
In hoeverre het nationaal-anarchisme fascistisch is hangt sterk af in hoeverre men een sterke staat als uitsluitingscriterium ziet voor het fascisme. Als het criterium de focus op etnische verschillende als een belangrijke kenmerk wordt gezien, dan voldoet het nationaal-anarchisme aan dat profiel. Kijkend naar het logo met het 'white power' symbool (links) en de oorsprong en opvattingen van fundamentele denkers binnen het nationaal-anarchisme, zoals Southgate en ook Welf Herfurth, is die focus op etnisch separatisme wel degelijk een belangrijke pijler. De meeste anarchisten erkennen dan wel het verschil tussen de cultuur van verschillende volkeren, maar hangen hier geen waardeoordeel aan en erkennen vooral dat mensen, ongeacht die cultuurverschillen, in feite altijd dezelfde primaire levensbehoeften hebben.

## Verwijzingen
1. ↑  Spencer Sunshine: Political Research Associates: Rebranding Fascism: National-Anarchists - 28 januari 2008
2. ↑  rationalwiki.org/wiki/National_anarchism
3. ↑  Casey Sanchez: Southern Poverty Law Center: CALIFORNIA RACISTS CLAIM THEY’RE ANARCHISTS - 29 mei 2009
4. ↑  Maar ook op basis van godsdienst, cultuur, taal e.d.
5. ↑  G.D. Macklin: Patterns on Prejudice: Co-opting the counter culture: Troy Southgate and the National Revolutionary Faction, vol. 39, 2005, aflevering 3, pp. 301-326
6. 1 2  Ibidem
7. ↑  Dat iets gematigder is dan racisme oude stijl, het gaat niet meer om de vraag welk ras superieur is, maar er wordt bepleit dat raciale kenmerken tussen bijvoorbeeld zwarte en witte mensen zo groot zijn dat men om "culturele" redenen beter gescheiden van elkaar kan wonen. Vgl. apartheid.
8. ↑  President Thomas Jefferson bepleitte een republiek bestaand uit kleine boeren en handwerklieden in een overwegend agrarische staat.
9. ↑  M.N. Lyons: New Politics: Rising Above the Herd: Keith Preston's Authoritarian Anti-Statism, vol. 7, aflevering 3 - 27 juli 2019
10. ↑  Essay on Right Anarchism
11. ↑  Shoher spreekt in zijn essay over "rechts en liberaal-anarchisme." Hij spreekt zich uit voor kleine steden geregeerd door een "rechter" en met minimale wetgeving gebaseerd op een vrije markteconomie. Hij noemt dit een "bijbels model." Grote steden of grote gemeenschappen worden afgewezen omdat er dan als vanzelfsprekend meer wetgeving moet komen en er dan kapitalistische uitwassen zullen ontstaan: "Het ideaal van anarchisme (...) is het bijbelse systeem van kleine steden met minimale wetgeving, geregeerd door rechters." Hij spreekt zich lovend uit over het rechtse anarchisme en verduidelijkt dat door voorbeelden te noemen van joodse anarchisten in het verleden. Problematisch is dat het in die voorbeelden altijd om "klassieke" (linkse) anarchisten gaat. Dat komt natuurlijk omdat er niet zo iets bestaat als historisch "rechts anarchisme." Shoher past hier de succesvolle tactiek van nieuw rechts toe om linkse denkers uit het verleden te framen, zich toe te eigenen.

Etnisch nationalisme · Expansionistisch nationalisme · Romantisch nationalisme · Raciaal nationalisme · Cultuurnationalisme · Taalnationalisme · Sportnationalisme · Spiergebonden nationalisme · Nativistisch nationalisme · Religieus nationalisme · Postkoloniaal nationalisme · Antikoloniaal nationalisme · Burgerlijk nationalisme · Staatsnationalisme · Liberaal nationalisme · Economisch nationalisme · Revolutionair nationalisme · Nationaal-conservatisme · Bevrijdingsnationalisme · Linksnationalisme · Anarcho-nationalisme · Pan-nationalisme · Diaspora-nationalisme · Pandemisch nationalisme
extreemlinks · radicaal-links · links · centrum · rechts · radicaal-rechts · extreemrechts 

confessionalisme · christendemocratie · conservatisme · neoconservatisme · paleoconservatisme · islamisme

liberalisme · klassiek liberalisme · economisch liberalisme · conservatief-liberalisme · progressief liberalisme · neoliberalisme · libertarisme · groenliberalisme · geoïsme

anarchisme · syndicalisme · feminisme · ecologisme · ecofascisme · agrarisme · progressivisme 

marxisme · communisme · trotskisme · leninisme · stalinisme · maoïsme · socialisme · sociaaldemocratie · communitarisme

populisme · fortuynisme · solidarisme · nationalisme · linksnationalisme · fascisme · nationaalsocialisme